# Mondberg (Yangshuo)

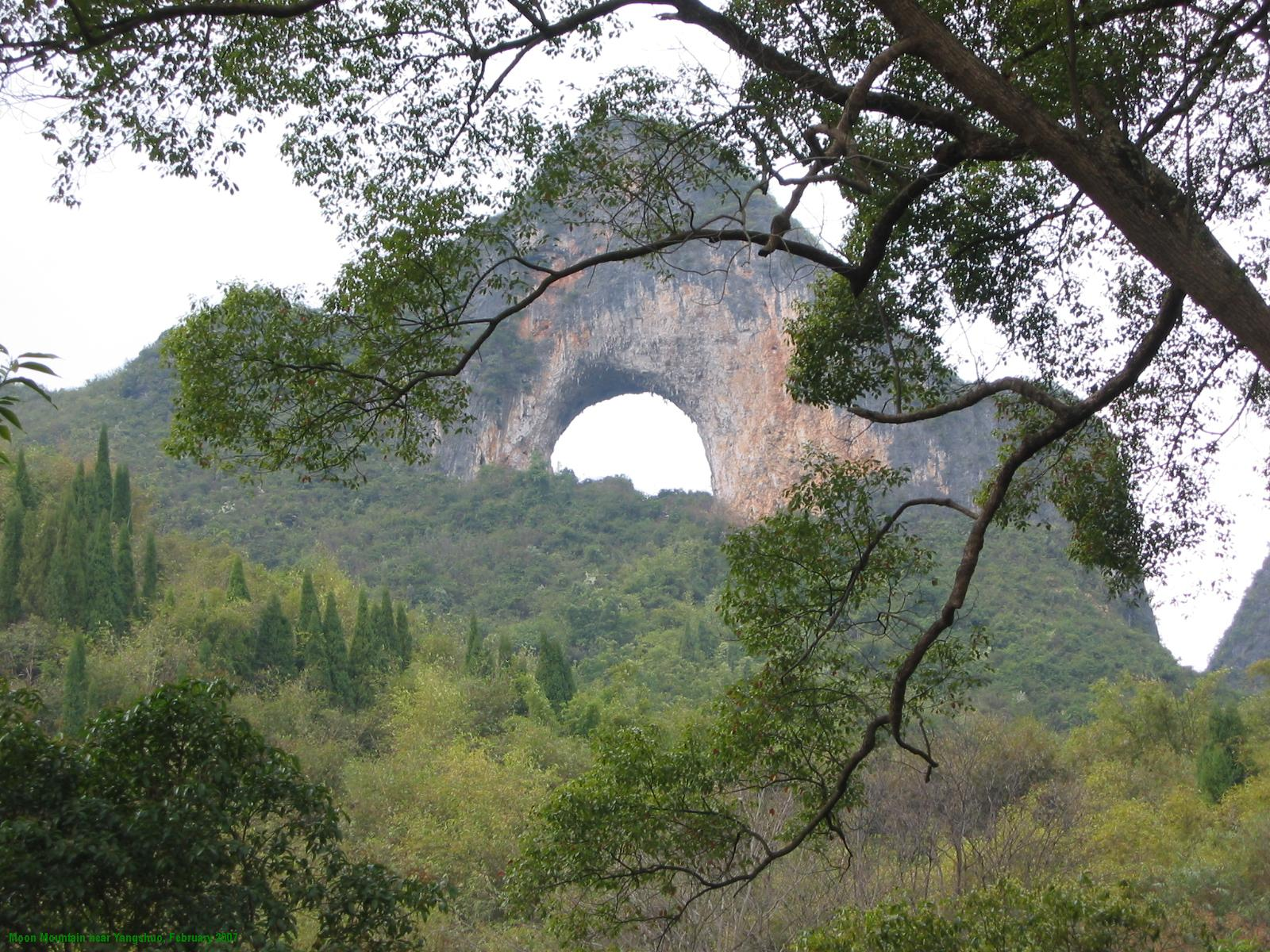
Mondberg

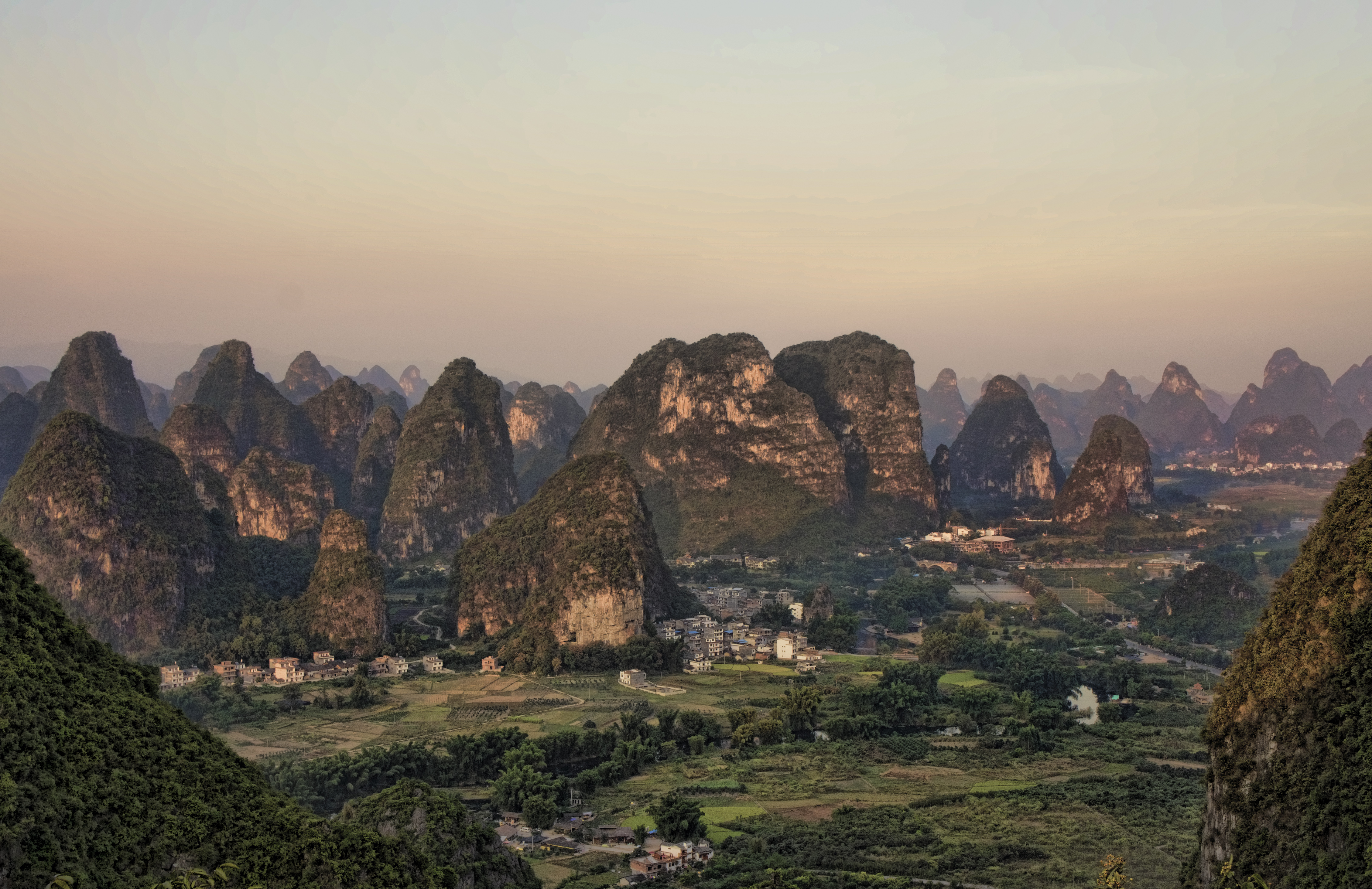
Ausblick von der Spitze des Mondbergs

Mondberg (chinesisch 月亮山, pinyin: Yuèliàng Shān; wortwörtlich: "Mondschein-Berg") ist ein Berg mit einem Felsentor, einige Kilometer außerhalb von Yangshuo in der im Süden Chinas gelegenen autonomen Region Guangxi.
Besucher benötigen ca. 20 Minuten, um die 804 Stufen hinauf zum Felsentor zu bewältigen. Zutritt ist nur gegen eine Eintrittsgebühr zu erhalten. Auf dem Runterweg sind Souvenir- und Getränkeverkäufer zu sehen.

## Geografie
Der Berg liegt circa 380 Meter über dem Meeresspiegel, ist 410 Meter lang und 220 Meter breit. Auf dem Gipfel gibt es eine offene Stelle, die wie ein Mond aussieht. Diese ist 50 Meter hoch und 50 Meter breit. Aus diesem Grund wird dieser auch Minguyue Berg oder auch Mondberg genannt. Zum Gipfel führen 804 Stufen.

## Kletterverbot
In der ersten Hälfte von 2017 trat ein Kletterverbot in Kraft, das es nahezu komplett untersagte, der Sportkletterei am Berg nachzugehen. Auslöser hierfür war herunterfallendes Geröll, das beinahe einen Sicherheitsmann auf einer Aussichtsplattform traf. Das Kletterverbot wurde Ende 2019 wieder unter Auflagen aufgehoben. Die Auflagen sehen eine jährliche Inspektion der Kletterrouten vor, finanziert durch den Verkauf von, für Sportkletterer obligatorischen, Kletter-Versicherungen.